# Phacelotrema claviforme
Phacelotrema claviforme är en plattmaskart. Phacelotrema claviforme ingår i släktet Phacelotrema och familjen Didymozoidae. Inga underarter finns listade i Catalogue of Life.